# 愛德華茲冰原島峰
70°46′S 65°42′E / 70.767°S 65.700°E
愛德華茲冰原島峰（英語：Edwards Nunatak）是南極洲的冰原島峰，位於麥克羅伯特森地，處於木崎山西南面4公里，屬於查爾斯王子山脈中阿拉米斯山脈的一部分，現時由南極條約體系管理。